# Золотой храм (роман)
Золотой храм (яп. 金閣寺 Кинкакудзи) — роман японского писателя Юкио Мисимы. Публиковался частями с января по октябрь 1956 года в журнале «Синтё», после чего в том же году был издан отдельной книгой. Удостоен литературной премии Ёмиури. В романе в форме псевдоисповеди предлагается авторская версия истории психически неуравновешенного монаха, который в 1950 году сжёг храм Кинкаку-дзи в Киото. Данный роман не только считается одной из вершин творчества Мисимы, но и входит в число самых читаемых в мире произведений японской литературы.
На русский язык роман переведён в 1993 году Григорием Чхартишвили. Издательством «Центрполиграф» в 2004 году был выпущен перевод Н. С. Ломановой.

## История создания романа
В 1950 году буддийский послушник в приступе безумия сжёг храм Кинкаку-дзи, являющийся самым знаменитым архитектурным памятником Киото. Мисиму, считавшего, что гибель делает Прекрасное ещё более совершенным, потрясло это событие, и таким образом родилась идея романа, который был завершён в 1956 году.
Роман «Золотой храм» представляет собой попытку Мисимы обосновать возможность жизни без Прекрасного. В романе для главного героя Мидзогути Прекрасное воплощается в конкретном объекте, его идеал становится предметным.

## Сюжет

### Характеристика главного героя
Рассказчик Мидзогути является сыном бедного провинциального священника. Будучи хилым ребёнком, страдающим заиканием, Мидзогути с детства терпел насмешки сверстников, отдалялся от них, что сделало его замкнутым нелюдимым человеком, при этом в душе он воображал себя то великим властителем, то великим художником.

### Ранние годы

#### Первое упоминание о Золотом храме
В детстве отец рассказывал Мидзогути о Золотом храме как о самом прекрасном, что только может быть на свете, и Золотой храм стал для Мидзогути идеалом Прекрасного, причём идеалом абстрактным, оторванным от изображений Кинкаку-дзи на картинах и фотографиях. Повторяя слова и вглядываясь в иероглифы «Золотой храм», Мидзогути рисовал в своём воображении картины, не имеющие ничего общего с жалкими, по его утверждению, изображениями в книгах.

#### Кортик
В один из дней в гимназию, в которой учился Мидзогути, пришёл бывший выпускник, ныне курсант военно-морского училища. Этот молодой человек произвёл на Мидзогути сильное впечатление, казался ему молодым богом — всё в нём было прекрасно: спортивное сложение, красивый мундир, прекрасный морской кортик.
Когда курсант разделся и отошёл, чтобы побороться с одним из гимназистов, Мидзогути подкрался к оставленной одежде и ржавым перочинным ножиком оставил на блестящих ножнах кортика несколько безобразных царапин. В этом событии заключалось первое святотатство, первый факт уничтожения Прекрасного руками Мидзогути.

#### Уико
По соседству с Мидзогути жила красивая девушка по имени Уико. Однажды вечером Мидзогути подкараулил её и выскочил перед ней на дорогу, когда та ехала на велосипеде, но от волнения и заикания не мог выговорить ни слова. Мать Уико пожаловалась дяде Мидзогути, который его жестоко отругал. После этого Мидзогути проклял Уико и стал желать ей, свидетельнице его позора, смерти. Через некоторое время Уико погибла от руки своего возлюбленного, беглого матроса, когда жандармы заставили её показать, где он скрывается.
Это событие послужило возникновению твёрдой веры Мидзогути в силу своих проклятий.

#### Первая встреча с Золотым храмом

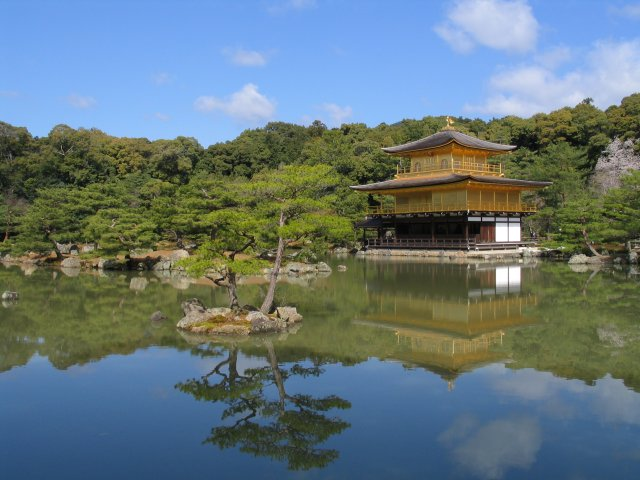
Отражение Золотого храма в воде, каким его, возможно, видел Мидзогути

Однажды отец взял Мидзогути с собой в Киото, желая представить сына своему приятелю — преподобному Досэну, настоятелю Золотого храма. При первой встрече Золотой Храм не впечатлил Мидзогути, показавшись ему ничем не выдающимся зданием, потемневшим от старости. Гораздо больше Мидзогути понравилось отражение храма в озере и его макет на первом ярусе.
Мидзогути пришёл к выводу, что Прекрасное для собственной защиты должно прятаться и обманывать человеческий взор.
Однако после возвращения из Киото Золотой Храм вновь овладел душой Мидзогути, он преодолел испытание реальностью, чтобы сделать мечту ещё пленительней.

### В буддийской школе
Вскоре после поездки в Киото отец Мидзогути умер, и мальчик переехал в Киото, стал жить при Золотом храме и поступил в школу при буддийской академии Риндзай. Мидзогути по много раз в день ходил смотреть на Золотой Храм. Он умолял Храм полюбить его, открыть ему свою тайну.
В школе Мидзогути сблизился с другим послушником по имени Цурукава, чей характер воплощал все положительные человеческие качества. Однако Цурукава не был способен любить Золотой Храм так, как Мидзогути, ибо преклонение последнего перед Храмом основывалось на сознании собственного уродства (заикания).
Мидзогути был очень удивлён, что Цурукава не смеялся над его заиканием — Цурукава объяснил, что он не из тех, кто обращает внимание на такие вещи. До сих пор Мидзогути сталкивался только с усмешками, которые его обижали, и с сочувствием, которое он ненавидел. Цурукава же открыл ему нечто совершенно новое: душевную чуткость. Цурукава игнорировал его заикание, при этом Мидзогути для него оставался самим собой, в то время как Мидзогути считал, что игнорирование его заикания отвергает всё его существо.
Однажды к Мидзогути пришло осознание того, что Золотой храм может погибнуть от бомбёжки: американская авиация бомбила Токио, и все со дня на день ожидали начала бомбёжек Киото. Прежде, когда сам мальчик принадлежал к бренному миру, Храм казался вечным. Теперь же они с Храмом жили одной жизнью, им угрожала общая опасность — сгореть в пламени бомбёжек. Мидзогути был счастлив, видя в мечтах город, охваченный пожаром.
Однако, война закончилась, храм остался невредим, и Мидзогути почувствовал, что его связь с храмом оборвалась.

### В университете
В 1947-м году Мидзогути поступил на подготовительное отделение университета, где познакомился со студентом по имени Касиваги. Касиваги страдал сильным косолапием, и Мидзогути посчитал, что он будет для него подходящей компанией. Касиваги в романе выступает злой сущностью, вместилищем человеческих пороков. Именно благодаря Касиваги Мидзогути совершает ряд более или менее значительных святотатств, начало которым было положено ещё в детстве историей с курсантским кортиком.
Храм по-прежнему занимал в душе Мидзогути главное место, и часто его образ мешал совершить то или иное действие, в частности, в отношениях с женщинами.
Мидзогути стал хуже учиться, прогуливать занятия. Отчасти это было обусловлено влиянием Касиваги, отчасти — убеждённостью в том, что Досэн затаил на него злобу, которую тот, впрочем, никогда не проявлял. Поводами к такой злобе Мидзогути считал ряд событий, которые могли скомпрометировать Досэна и Мидзогути в глазах друг друга:
- Однажды американский военный заставил Мидзогути наступить на сопровождающую его проститутку, в результате чего у неё случился выкидыш и она пришла в храм требовать компенсации;
- Как-то Мидзогути встретил преподобного в обществе гейши и тот посчитал, что послушник шпионит за ним.

В конце концов настоятель объявил Мидзогути, что то время, когда он хотел сделать его своим преемником, прошло. Мидзогути и ранее это знал, однако после этого разговора решил бежать из храма.

### Бегство
Мидзогути купил табличку с предсказанием, чтобы определить маршрут своего путешествия. Не особо веря в предсказания, он просто решил таким образом доверить свою судьбу воле случая. На табличке значилось, что в дороге его ждет несчастье и что самое опасное направление — северо-запад. Именно в этом направлении он и отправился.
В местечке Юра на берегу моря в голову Мидзогути пришла мысль, которая разрасталась и набирала силу. Он решил сжечь Золотой Храм. Уже не мысль принадлежала ему, а он принадлежал этой мысли.
Хозяйка гостиницы, в которой жил Мидзогути, вызвала полицейского, который привёз его обратно в Киото.

### Финал
Таким образом, Мидзогути вернулся в Киото и весной 1950 года окончил подготовительное отделение университета. В это время Касиваги, который одолжил Мидзогути денег под проценты и не получил долг обратно, показал расписку настоятелю и тот пригрозил Мидзогути, что выгонит его из Храма, если подобное будет продолжаться.
Однажды, уже будучи студентом первого курса, Мидзогути отправился в публичный дом, и на этот раз Золотой храм не помешал ему приблизиться к женщине — он провёл с проституткой ночь.
В один из летних дней было сообщено, что в Золотом храме не работает пожарная сигнализация, что было воспринято Мидзогути как знак свыше.
В последний момент Мидзогути подумал, что так тщательно готовился к Деянию, потому что совершать его на самом деле было необязательно. Но потом он вспомнил слова из книги «Риндзайроку»: «Встретишь Будду — убей Будду, встретишь патриарха — убей патриарха, встретишь святого — убей святого, встретишь отца и мать — убей отца и мать, встретишь родича — убей и родича. Лишь так достигнешь ты просветления и избавления от бренности бытия».
Эти слова сняли с монаха заклятие бессилия. Он поджёг связки соломы, принесённые в Храм, вспомнил о ноже и мышьяке, которые взял с собой. У Мидзогути возникла мысль покончить с собой в охваченном пожаром третьем ярусе Храма — Вершине Прекрасного, но дверь туда оказалась запертой, выбить её не удалось. Тогда он понял, что Вершина Прекрасного отказывается его принять. Спустившись вниз, Мидзогути выскочил из Храма и побежал. Опомнился он на горе Хидаридэймондзи, когда храма уже не было видно, лишь только виднелись языки пламени.
Монах выбросил нож и мышьяк, закурил. На душе его было спокойно, как после хорошо выполненной работы.
«Ещё поживём …» — такой была последняя мысль ставшего совсем другим героя, за душевными терзаниями которого следили читатели на протяжении всего романа.

## Экранизации и другие произведения по мотивам романа
- Фильм «Пламя» (также «Большой пожар», яп. 炎上, 1958). Режиссёр: Кон Итикава.
- Фильм «Золотой храм» (яп. 金閣寺, 1976). Режиссёр: Ёити Такабаяси.
- Фильм «Мисима: жизнь в четырёх главах» (1985). Режиссёр: Пол Шредер. Биографический фильм о Мисиме, в котором, помимо всего прочего, экранизированы некоторые эпизоды из романа «Золотой храм».
- Опера «Золотой храм» (яп. 金閣寺, 1976). Композитор: Тосиро Маюдзуми. Либретто — на основе немецкого перевода романа.
- Песня «Золотой Храм» группы «Адаптация». Слова и музыка: Ермен «Анти» Ержанов
- Песня «Золотой Храм» Славы КПСС
- Симфоническая картина «Золотой храм» (композитор Зульфия Раупова).